# Unforgettable (televisieserie)
Unforgettable is een misdaadserie die in première ging bij de CBS op 20 september 2011. In Nederland wordt de serie door RTL 4 uitgezonden en in Vlaanderen door VIJF. De serie volgt een vrouwelijke rechercheur uit New York die een ongewoon gedetailleerd geheugen bezit.
Op 13 mei 2012 annuleerde CBS een tweede reeks van Unforgettable. Op 29 juni 2012 verklaarde CBS echter dat er een tweede seizoen van Unforgettable zou komen. De eerste aflevering van seizoen 2013-2014 werd op 28 juli 2013 uitgezonden.

## Seizoen 1
Voormalig rechercheur Carrie Wells, gespeeld door Poppy Montgomery, heeft een zeldzame medische aandoening genaamd Hyperthymesia, waardoor ze een buitengewoon gedetailleerd visueel geheugen heeft. Nadat ze getuige van een moord is, sluit ze zich opnieuw aan bij het team van inspecteur Al Burns, een rol vertolkt door Dylan Walsh, haar vroegere vriendje. Haar geheugen en scherpe verstand komen goed van pas bij het oplossen van verschillende moorden.
Eén moord kan ze echter niet oplossen, die op haar zusje jaren geleden in het bos. Met hulp van Al probeert ze zich telkens een stukje te herinneren om zo de moord op te lossen.

## Seizoen 2
In het begin van seizoen 2 worden Carrie en Al overgeplaatst naar de afdeling Major Crimes van de NYPD. Dit is een afdeling die zaken behandeld die de staatsgrenzen overschrijden.

## Rolverdeling
| Acteur              | Personage             | Opmerkingen                                                                       | Seizoenen |
| ------------------- | --------------------- | --------------------------------------------------------------------------------- | --------- |
| Poppy Montgomery    | Carrie Wells          | NYPD detective grade two/Mayor Crimes detective, hoofdpersoon                     | 1- heden  |
| Dylan Walsh         | Al Burns              | NYPD Lieutenent, leidinggevend rechercheur/Mayor Crimes leidinggevend rechercheur | 1- heden  |
| Kevin Rankin        | Roe Sanders           | NYPD detective grade three                                                        | 1         |
| Michael Gaston      | Mike Costello         | NYPD detective grade one, assistent leidinggevend rechercheur.                    | 1         |
| Daya Vaidya         | Nina Inara            | NYPD detective grade two                                                          | 1         |
| James Hiroyuki Liao | Jay Lee               | Mayor Crimes tech                                                                 | 2- heden  |
| Tawny Cypress       | Cherie Rollins-Murray | Mayor Crimes Support                                                              | 2-3       |
| Jane Curtin         | Joanna Webster        | NYPD M.I./Mayor Crimes M.I.                                                       | 1-3       |
| Dallas Roberts      | Elliot                | Mayor Crimes leader                                                               | 2- heden  |
| Alan Anthony        | Delina                | Medical Examiner                                                                  | 4- heden  |
| E.J. Bonilla        | Denny                 | Junior Detective                                                                  | 4- heden  |
| Kathy Najimy        | Sandra Russo          | Captain                                                                           | 4- heden  |

## Afleveringen

### Seizoen 1
| Aflevering                    |
| ----------------------------- |
| Heroes                        |
| Check out the Time            |
| Up in flames                  |
| With Honor                    |
| Friended                      |
| Road Block                    |
| Lost things                   |
| Golden Bird                   |
| Trajectories                  |
| Spirited Away                 |
| Butterfly Effect              |
| Brotherhood                   |
| Carries Caller                |
| The next sea                  |
| Haert Break                   |
| Blind Alleys                  |
| The Comeback                  |
| Allegiances                   |
| You are here                  |
| Endgame (part 1)              |
| The man in the woods (part 2) |

### Seizoen 2
| Aflevering         |
| ------------------ |
| Bigtime            |
| Incognito          |
| Day of the Jackie  |
| Memory Kings       |
| Past Tense         |
| Line Up or Shut Up |
| Maps and Legends   |
| Till Death         |
| Flesh and Blood    |
| Manhunt            |
| East of Islip      |
| Omega Hour         |
| Reunion            |

### Seizoen 3
| Aflevering       |
| ---------------- |
| New Hundred      |
| The Combination  |
| The Haircut      |
| Cashing Out      |
| A Moveable Feast |
| Stray Bullet     |
| Throwing Shade   |
| The Island       |
| Admissions       |
| Fire and Ice     |
| True Identity    |
| Moving On        |
| DOA              |

### Seizoen 4
| Aflevering             |
| ---------------------- |
| Blast from the Past    |
| Gut Check              |
| Behind The Beat        |
| Dollars and Scents     |
| All In                 |
| The Return of Eddie    |
| We Can Be Heroes       |
| Breathing Space        |
| Shelter from the Storm |
| Game On                |
| About face             |
| Bad company            |
| Paranoid Android       |